# Liricón
El liricón es un instrumento de viento electrónico, el primer controlador de viento construido.

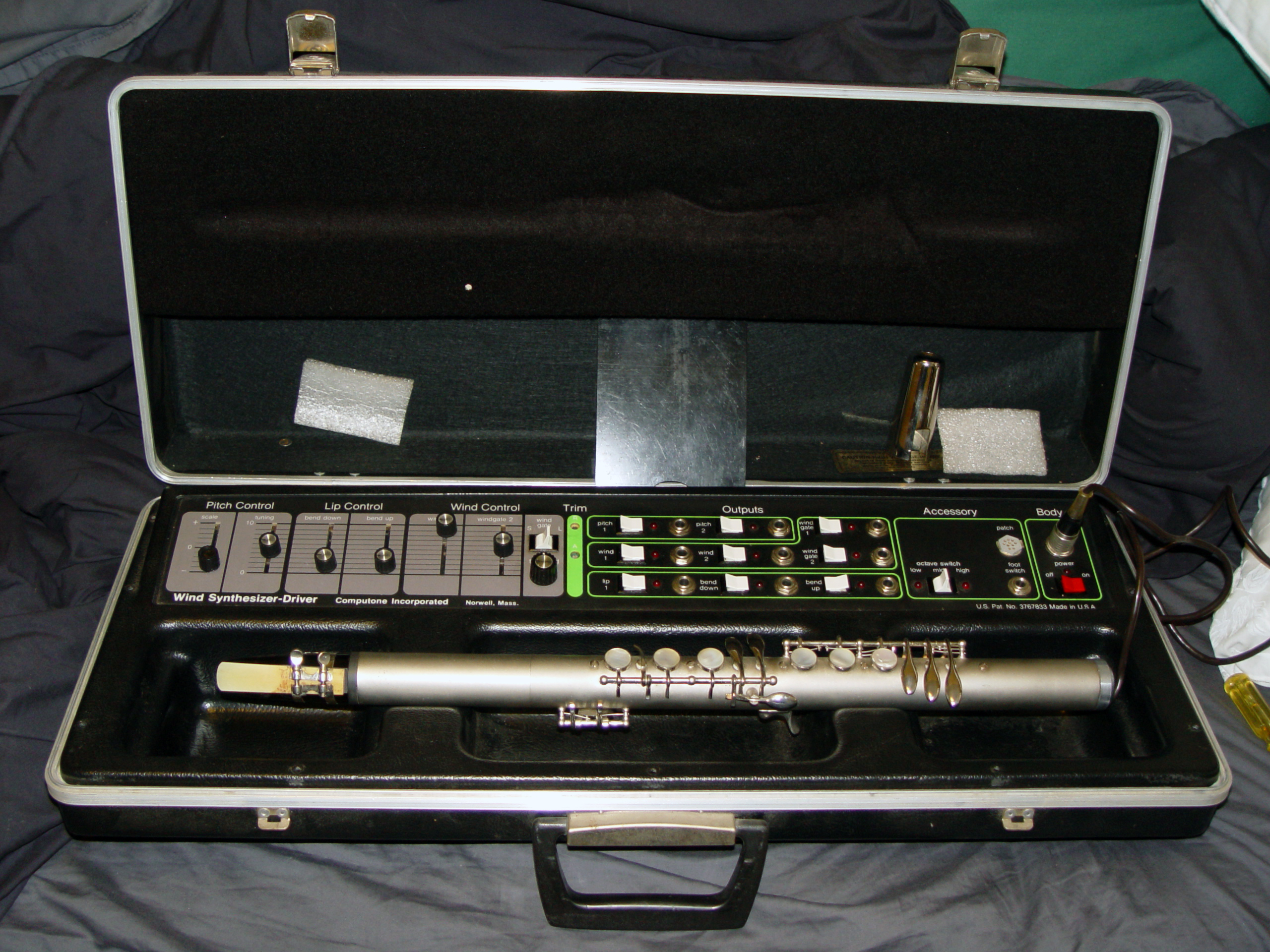
Controlador de sintetizador de viento Computone (esencialmente, Lyricon II sin sintetizador)

Inventado por Bill Bernardi (y codiseñado por Roger Noble y con el fallecido intérprete de Lyricon Chuck Greenberg),solicitado como patente el 5 de octubre de 1971 por Computone Inc., patentado con el número US3767833 el 23 de octubre de 1973.  y luego fabricado por Computone Inc. en Massachusetts a principios de la década de 1970. El primer Lyricon se completó en 1974 y Tom Scott fue el primer cliente del instrumento. El Lyricon estaba disponible en dos diseños, el primero algo plateado y parecido a un saxofón soprano y el segundo, negro y parecido a un clarinete alto. Utilizando una forma de síntesis aditiva, al intérprete se le permitió cambiar entre tipos de armónicos con una tecla conmutable entre los fundamentos de G, Bb, C, Eb y F (lo que permite utilizar el instrumento para tocar partes transpuestas escritas para saxofones, trompetas, etc.) y un rango de octava que se puede cambiar entre bajo, medio o alto. El instrumento también tenía controles para glissando, portamento y "ataque de timbre" (un tipo de coro). El Lyricon usaba una boquilla de clarinete bajo, con un sensor de metal con resorte en la caña (sin vibración) que detectaba la presión de los labios. La presión del viento se detectaba  mediante un diafragma, que se movía y cambiaba la salida de luz de un led, que a su vez era detectado por una fotocélula para proporcionar control dinámico. El Lyricon I tenía un precio original de 3.295 dólares  lo que era bastante caro para la época, y probablemente también sea una de las razones por las que el instrumento se vendió sólo en pequeñas cantidades.
Posteriormente se diseñaron dos Lyricons remodelados adicionales. Primero, el "Controlador de sintetizador de viento", que tenía salidas de voltaje de control para la presión de los labios, la presión del viento y el tono, para controlar el VCA y VCF y el tono de un sintetizador analógico externo. Luego se diseñó el "Lyricon II", que incluía un sintetizador de dos osciladores. Todos los Lyricons utilizaron el mismo sistema de digitación estilo saxofón, con dos teclas de octava sobre el apoyo para el pulgar de la mano izquierda. El controlador del sintetizador de viento y el Lyricon II también tenían una función de interruptor de pedal de transposición, donde se podía usar un pedal para transponer todo el rango hacia arriba o hacia abajo una octava. Ninguno de los Lyricons fue diseñado para usar MIDI (que se inventó después de que Computone cerró en 1980 cuando Yamaha comenzó a desarrollar su instrumento de viento MIDI WX7), aunque JL Cooper y STEIM produjeron módulos de MIDIficación externos.
Se fabricaron a mano aproximadamente 200 unidades del Lyricon I y aproximadamente 2000 unidades del driver y Lyricon II.  Sin embargo, desde que Computone cerró y debido a la muerte del inventor de los instrumentos en 2014, la cantidad de instrumentos en funcionamiento se ha reducido considerablemente ya que pocas personas tienen los conocimientos para repararlos y es difícil obtener piezas de repuesto.
El diseño del controlador Lyricon se tomó prestado posteriormente para formar la base de los controladores de viento MIDI de la serie WX de Yamaha.
Se pueden escuchar ejemplos destacados del sonido de un Lyricon en la canción "Night Owl" de Gerry Rafferty, interpretada por Raphael Ravenscroft, y en la canción " Billie Jean " de Michael Jackson, donde Tom Scott usó el instrumento.

## Liriconistas destacados
- Ian Anderson
- Jay Beckenstein
- Richard Elliot
- Kenny G[3]
- Chuck Greenberg
- Steve Jolliffe
- Roland Kirk
- Michał Urbaniak
- Yusef Lateef
- Andy Mackay
- Bennie Maupin
- Dan Michaels
- Lenny Pickett
- Jonas Kullhammar
- Courtney Pine
- Raphael Ravenscroft
- David Roach
- Tom Scott[3]
- James Senese
- Wayne Shorter[3]
- Bruno Spoerri
- Pedro Eustache
- John L. Walters[3]
- Charles "Prince Charles" Alexander
- Chris Wood
- Takeshi Itoh